# Statut du Sahara occidental

la carte du Sahara occidental

Le statut du Sahara occidental est en suspens depuis 1976, lorsque ce territoire (alors Sahara espagnol) a été abandonné par sa puissance coloniale tutélaire, l'Espagne. Le Sahara occidental est revendiqué par le Maroc et par la République arabe sahraouie démocratique (RASD, fondée par le Front Polisario, mouvement indépendantiste sahraoui).
Pour l'ONU, il s'agit toujours d'un territoire non autonome, dont la décolonisation n'est pas terminée.

## Histoire
Le Sahara occidental figure sur la liste des territoires non autonomes selon l'ONU depuis 1963, à la suite d'une demande du Maroc,.
Depuis l'entrée en vigueur du cessez-le-feu de 1991, le statut final du Sahara occidental reste à déterminer.
Depuis le départ des Espagnols, l'ONU considère que le Sahara occidental est un territoire sans administration. En effet, le Maroc a partagé le Sahara occidental avec la Mauritanie jusqu'au retrait de cette dernière en 1979 à la suite des accords de Madrid. La Mauritanie a occupé la partie sud du Sahara occidental en 1975, à la suite du retrait de l'Espagne. Elle quitte cette région en août 1979, après une guerre d'usure de trois ans et demi face au Polisario, un mouvement luttant pour l'indépendance du Sahara occidental.
Après le partage du Sahara occidental par le Maroc et la Mauritanie, à la fin de 1975, le Polisario lança en février 1976 une guérilla contre les forces de ces deux pays. Dès 1977, la Mauritanie, minée par des difficultés économiques, veut terminer cette guerre coûteuse qui crée du mécontentement au sein des forces armées. Le 10 juillet 1978, le commandant de l'armée, le colonel Mustapha Ould Saleck, met fin aux 18 ans de régime de celui qui l'a promu, le président Moktar Ould Daddah. Salek dirige alors une junte militaire qui prône une approche modérée, pro-française et pro-marocaine. Souhaitant que la Mauritanie se retire de la guerre, le Polisario déclare unilatéralement un cessez-le-feu que la nouvelle junte accepte. Salek porte ensuite son attention sur les relations de la Mauritanie avec le Maroc. Après quelques années de tergiversations, le Polisario exige en avril 1979 que la Mauritanie retire ses troupes de Tiris al Gharbiyya comme condition à la prolongation des pourparlers. La situation est délicate car l'Algérie et le Sénégal lancent une campagne contre la Mauritanie à cause de ses liens privilégiés avec le Maroc. Le régime chancelant de Salek est finalement renversé le 6 avril 1979 par des militaires qui forment une junte de salut national. Comme la précédente, elle veut négocier la paix avec le Polisario sans s'aliéner le Maroc. Exaspéré par la lenteur du processus, le Polisario met fin au cessez-le-feu en juillet. Craignant une guerre et ses conséquences économiques, la Mauritanie renonce par traité au Sahara occidental le 5 août, reconnaissant le Polisario comme seul représentant légitime du peuple du Sahara occidental. Cette victoire du Polisario sera temporaire, car le Maroc s'empressera d'occuper le territoire abandonné par la Mauritanie. En 2002, un avis de droit de Hans Corell (en), vice-secrétaire général aux questions de droit, conclut que le Maroc n'est pas la puissance administrante du territoire. Le document S/2002/161 indique : « Le 14 novembre 1975, une Déclaration de principes sur le Sahara occidental a été signée à Madrid par l’Espagne, le Maroc et la Mauritanie (les accords de Madrid). En vertu de cette déclaration, les pouvoirs et responsabilités de l’Espagne, en tant que puissance administrante du territoire, ont été transférés à une administration tripartite temporaire. Les accords de Madrid ne prévoyaient pas de transfert de souveraineté sur le territoire ni ne conféraient à aucun des signataires le statut de puissance administrante, statut que l’Espagne ne pouvait d’ailleurs unilatéralement transférer. Le transfert des pouvoirs administratifs au Maroc et à la Mauritanie en 1975 n’a pas eu d’incidence sur le statut du Sahara occidental en tant que territoire non autonome. »
La cour internationale de justice en 1975 déclara dans son avis consultatif qu'il y avait bien des liens juridiques et d'allégeance entre le sultan du Maroc, l'ensemble mauritanien, et les tribus sahraouies, mais elle ne constituaient pas un lien de souveraineté territoriale et n'étaient pas de nature à empêcher la tenue d'un référendum d'autodétermination au profit de la population du territoire.
À partir de 2003, certains documents de l'ONU qualifient le Maroc d'« autorité administrante », ce qui lui donnerait le droit d'exploiter les ressources naturelles du territoire, par exemple d'autoriser des concessions pétrolières ou encore le phosphate. Le gouvernement de la RASD se revendique lui aussi puissance administrante du territoire.
Une décision de la cour de justice de l'Union européenne de 2016 écarte le Sahara occidental de l'accord de libre échange agricole entre l'Union européenne et le Maroc qui eut pour conséquence dans les jours qui ont suivi l'amorce par le Maroc du gel immédiat de ses contacts avec l'Union européenne. Finalement le 16 janvier 2019, ce même accord agricole est adopté à une très large majorité au parlement européen. Ainsi les produits issus du Sahara occidental jouissent de la même préférence tarifaire que ceux du reste du Maroc. En juillet 2024, la France prend la décision d’apporter son soutien au plan d’autonomie proposé par le Maroc pour le Sahara.

## Reconnaissance de la République arabe sahraouie démocratique
La RASD a été admise à l'OUA (devenue l'Union africaine depuis 1982, ce qui a provoqué le départ du Maroc de cette organisation en 1984 (qu'elle a cependant réintégrée en 2017). La RASD fournit depuis 2009 des troupes pour la force africaine d'alerte de l'UA.
Un rapport remis au Parlement européen en 2002 indique que la RASD fût reconnue par 54 états, et que 72 l'avaient reconnue à un moment ou à un autre.
Selon le centre d'études sur le Sahara occidental de l'institut de recherche de l'Université de Saint-Jacques-de-Compostelle en Espagne, 84 états dans le monde ont reconnu la RASD depuis sa création. En 2024 :   
- 24 États ont maintenu leur reconnaissance ;
- 41 États ont retiré leur reconnaissance ;

### États reconnaissant ou ayant reconnu la RASD

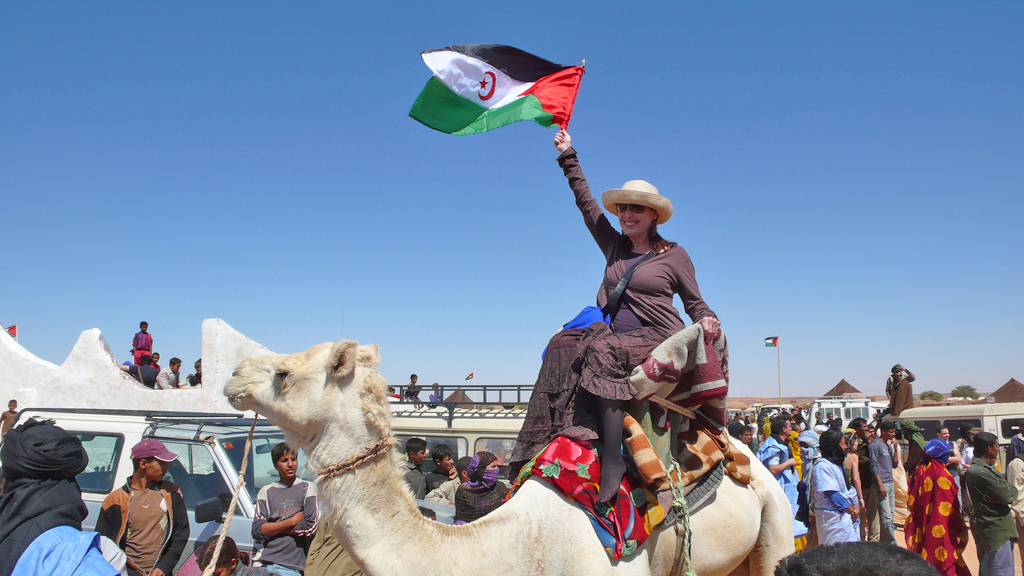
L'actrice espagnole Verónica Forqué, lors du Festival International de cinéma du Sahara occidental (février 2007).

Selon le tableau ci-dessous, plusieurs pays ont reconnu la RASD, certains ont retiré leur reconnaissance ou rompu les relations diplomatiques avec elle.
Le Pérou rétablit ses relations diplomatiques avec la RASD le 9 septembre 2021 avant de les rompre de nouveau le 18 août 2022 à l'initiative du ministre des Relations extérieures, Miguel Rodríguez MacKay. Cependant, ce dernier est désavoué trois semaines plus tard par le président péruvien Pedro Castillo, qui annonce le 8 septembre sur Twitter le rétablissement des liens avec la RASD, précipitant par ailleurs la démission de MacKay le lendemain,. En revanche, ce dernier est à son tour lui-même désavoué en personne un an plus tard par la nouvelle présidente Dina Boluarte, dont le gouvernement annonce le 8 septembre la suspension des relations avec la RASD.
| État                                  | Date de la reconnaissance          | Date de retrait de la reconnaissance  |
| ------------------------------------- | ---------------------------------- | ------------------------------------- |
| Madagascar                            | 28 février 1976                    | 7 avril 2005, (gelée)                 |
| Burundi                               | 29 février 1976                    | 25 octobre 2010                       |
| Algérie                               | 6 mars 1976                        |                                       |
| Bénin                                 | 9 mars 1976                        | 21 mars 1997,                         |
| Angola                                | 9 mars 1976                        |                                       |
| Mozambique                            | 11 mars 1976                       |                                       |
| Guinée-Bissau                         | 11 mars 1976                       | 30 mars 2010                          |
| Corée du Nord                         | 15 mars 1976                       |                                       |
| Togo                                  | 15 mars 1976                       | juin 1997                             |
| Rwanda                                | 30 mars 1976                       |                                       |
| Yémen du Sud                          | 2 février 1978                     | 22 mai 1990 (ancien pays)             |
| Seychelles                            | 25 octobre 1977                    | 17 mars 2008                          |
| République du Congo                   | 3 juin 1978                        | 13 septembre 1996                     |
| Sao Tomé-et-Principe                  | 20 juin 1978                       | 23 octobre 1996                       |
| Guinée équatoriale                    | 3 juin 1978                        | mai 1980                              |
| Panama                                | 23 juin 1978                       | 31 janvier 2024                       |
| Tanzanie                              | 9 novembre 1978                    |                                       |
| Éthiopie                              | 24 février 1979                    |                                       |
| Cambodge                              | 10 avril 1979                      | 12 août 2006[réf. nécessaire]         |
| Laos                                  | 9 mai 1979                         |                                       |
| Vietnam                               | 2 mars 1979                        |                                       |
| Afghanistan                           | 23 mai 1979                        | 12 juin 2002                          |
| Cap-Vert                              | 4 juillet 1979                     | 28 juillet 2007 (gelée)               |
| Grenade                               | 24 août 1979                       | 16 août 2010                          |
| Ghana                                 | 24 août 1979                       |                                       |
| Guyana                                | 1er septembre 1979                 | 14 novembre 2020                      |
| Dominique Sainte-Lucie                | 1er septembre 1979                 | 16 août 2010                          |
| Jamaïque                              | 4 septembre 1979                   | 14 septembre 2016                     |
| Ouganda Nicaragua                     | 6 septembre 1979                   |                                       |
| Mexique                               | 8 septembre 1979                   |                                       |
| Lesotho                               | 9 octobre 1979                     |                                       |
| Zambie                                | 12 octobre 1979                    | 1er mars 2018                         |
| Cuba                                  | 20 janvier 1980                    |                                       |
| Sierra Leone                          | 27 mars 1980                       | 16 juillet 2003                       |
| Libye                                 | 15 avril 1980                      | 2011                                  |
| Eswatini                              | 28 avril 1980                      | 16 juin 2017                          |
| Botswana                              | 14 mai 1980                        |                                       |
| Zimbabwe                              | 3 juillet 1980                     |                                       |
| Tchad                                 | 4 juillet 1980                     | 17 mars 2006                          |
| Mali                                  | 4 juillet 1980                     | 27 décembre 2009                      |
| Costa Rica                            | 30 octobre 1980                    | 22 avril 2000                         |
| Vanuatu                               | 26 novembre 1980                   | 24 novembre 2000                      |
| Papouasie-Nouvelle-Guinée             | 12 août 1981                       | 2 avril 2011                          |
| Tuvalu Kiribati Nauru                 | 12 août 1981                       | 15 septembre 2000                     |
| Îles Salomon                          | 12 août 1981                       | janvier 1989                          |
| Maurice                               | 1er juillet 1982                   |                                       |
| Venezuela                             | 4 août 1982                        |                                       |
| Suriname                              | 21 août 1982                       | 9 mars 2016                           |
| Bolivie                               | 17 décembre 1982 16 septembre 2021 | 20 janvier 2020                       |
| Équateur                              | 14 novembre 1983                   |                                       |
| Mauritanie                            | 27 février 1984                    |                                       |
| Burkina Faso                          | 4 mars 1984                        | 5 juin 1996                           |
| Pérou                                 | 19 août 1984 9 septembre 2021,     | octobre 1996                          |
| Nigeria                               | 11 novembre 1984                   |                                       |
| Yougoslavie puis Serbie-et-Monténégro | 28 novembre 1984                   | 28 octobre 2004                       |
| Colombie                              | 5 mars 1985                        |                                       |
| Liberia                               | 30 juin 1985                       | 5 septembre 1997                      |
| Inde                                  | 1er octobre 1985                   | 26 juin 2000                          |
| Guatemala                             | 5 avril 1986                       | avril 1998,                           |
| République dominicaine                | 25 juin 1986                       | 23 mai 2002                           |
| Trinité-et-Tobago                     | 3 novembre 1986                    |                                       |
| Belize                                | 18 novembre 1986                   |                                       |
| Saint-Christophe-et-Niévès            | 21 février 1987                    | 16 août 2010                          |
| Antigua-et-Barbuda                    | 28 février 1987                    | 16 août 2010                          |
| Albanie                               | 29 décembre 1987                   | 11 novembre 2004                      |
| Barbade                               | 27 février 1988                    | 21 juin 2019 (gel le 13 février 2013) |
| Salvador                              | 1er août 1989                      | 15 juin 2019                          |
| Honduras                              | 8 novembre 1989                    |                                       |
| Namibie                               | 11 juin 1990                       |                                       |
| Malawi                                | 16 novembre 1994                   | 5 mai 2017                            |
| Paraguay                              | 9 février 2000                     |                                       |
| Saint-Vincent-et-les-Grenadines       | 14 février 2000                    | 13 février 2013                       |
| Timor oriental                        | 20 mai 2002                        |                                       |
| Afrique du Sud                        | 15 septembre 2004                  |                                       |
| Kenya                                 | 25 juin 2005                       |                                       |
| Uruguay                               | 26 décembre 2005                   |                                       |
| Haïti                                 | 22 novembre 2006                   | 11 octobre 2013                       |
| Soudan du Sud                         | 9 juillet 2011                     | 28 septembre 2018                     |

### États disparus ayant reconnu la RASD
- Yougoslavie : 28 novembre 1984
- Yémen du Sud : 2 février 1977

### États non reconnus par l'ONU reconnaissant la RASD
- Ossétie du Sud-Alanie : 27 février 2011[48]

### États dont les parlements ont voté pour reconnaître la RASD
- Argentine : 1989[49]
- Australie : 11 novembre 2004[50]
- Brésil : 1er août 2014[51],[52],[53]
- Chili : 1er août 2014[54],[55]
- Danemark : Janvier 2014[56]
- Suède : 5 décembre 2012[57]

### Organisations internationales reconnaissant la RASD
- Union africaine : 22 février 1982

## Soutiens au référendum d'autodétermination

### États ne reconnaissant pas la RASD mais soutenant un référendum ou l'autodétermination
- Irlande[59]
- Royaume-Uni[60]
- Russie[61]

### États ne reconnaissant pas la RASD mais ayant soutenu un référendum par le passé
- Maroc[62]

### Organisations internationales ne reconnaissant pas la RASD mais soutenant un référendum
- Nations unies (MINURSO)[63],[64]
- Union européenne (Josep Borrell, haut représentant de l'Union pour les affaires étrangères et la politique de sécurité) :

« 
La position de l'UE concernant le Sahara occidental est pleinement alignée sur les résolutions du Conseil de Sécurité de l’ONU. L’Union européenne considère le Sahara occidental comme un territoire non autonome, dont le statut final sera déterminé par le résultat du processus de l’ONU en cours ». En septembre 2021, la justice européenne a annulé deux accords commerciaux entre le Maroc et l'Union Européenne concernant des produits provenant du Sahara occidental. Le tribunal européen a estimé à l'issue de sa décision que le Front Polisario était « reconnu sur le plan international en tant que représentant du peuple du Sahara occidental ».
 »

## États soutenant le plan d'autonomie du Sahara occidental au sein du Maroc

### Soutien du plan
- Allemagne[68]
- Bahreïn[69]
- Brésil[70]
- Brunei[71]
- Bulgarie[72]
- Chili[71]
- Corée du Sud[73]
- Espagne[74],[75]
- Kazakhstan[76]
- Kiribati[77]
- Malte[78]
- Pays-Bas[79]
- Portugal[80]
- Singapour[réf. nécessaire]
- Tchéquie[81]
- Turkménistan[82]
- Ukraine[83]

### Appui du plan comme base
- Autriche[84]
- Belgique[85]
- Grèce[86]
- Koweït[87]
- Italie[88]

## Soutiens à l'intégration du Sahara occidental au sein du Maroc

### États soutenant une souveraineté du Maroc sur le Sahara occidental
- Si vous ne connaissez pas le sujet, laissez ce bandeau (vous pouvez alors contacter les auteurs).
- Si vous supprimez le contenu mis en cause (vous pouvez préalablement contacter les auteurs),

argumentez précisément cette suppression dans la page de discussion
(un manque de référence n'est pas un argument ; une recherche réelle de référence doit avoir été effectuée, être formellement documentée).
En 2024, plusieurs dizaines d'États ont affirmé leur soutien à une souveraineté marocaine sur le Sahara occidental présenté par le royaume du Maroc en 2007 :
- Albanie[réf. nécessaire]
- Antigua-et-Barbuda[réf. nécessaire]
- Arabie saoudite[89]
- Argentine[réf. nécessaire]
- Azerbaïdjan[réf. nécessaire]
- Bénin[réf. nécessaire]
- Birmanie[réf. nécessaire]
- Bosnie-Herzégovine[90]
- Burkina Faso[91]
- Burundi[92]
- Cambodge[31]
- Cameroun[réf. nécessaire]
- Comores[93]
- Côte d'Ivoire[94]
- Chypre[réf. nécessaire]
- Dominique[réf. nécessaire]
- Égypte[réf. nécessaire]
- Émirats arabes unis[95]
- Eswatini[96]
- États-Unis[97]
- France[98]
- Gabon[99]
- Gambie[100]
- Grenade[101]
- Guatemala[102]
- Guinée[103]
- Guinée équatoriale[réf. nécessaire]
- Haïti[104]
- Irak[réf. nécessaire]
- Israël[réf. nécessaire]
- Japon[réf. nécessaire]
- Jordanie[105]
- Liban[106]
- Liberia[107]
- Luxembourg[réf. nécessaire]
- Madagascar[108]
- Malawi[109]
- Maldives[110]
- Malaisie[réf. nécessaire]
- Népal[réf. nécessaire]
- Oman[111]
- Pakistan[112]
- Palestine[réf. nécessaire]
- Panama[113]
- Papouasie-Nouvelle-Guinée[réf. nécessaire]
- Philippines[114]
- Portugal[115]
- Qatar[116]
- République centrafricaine[117]
- République du Congo[réf. nécessaire]
- République démocratique du Congo[118]
- République dominicaine[119]
- Roumanie[réf. nécessaire]
- Saint-Christophe-et-Niévès[120]
- Sainte-Lucie[réf. nécessaire]
- Salvador[réf. nécessaire]
- Sao Tomé-et-Principe[réf. nécessaire]
- Sénégal[réf. nécessaire]
- Seychelles[réf. nécessaire]
- Sierra Leone[121]
- Slovaquie[réf. nécessaire]
- Somalie[122]
- Soudan du Sud[réf. nécessaire]
- Suriname
- Togo[123]
- Turquie[réf. nécessaire]
- Yémen[réf. nécessaire]
- Zambie[96]
- Tchad[124]

### États ayant ouvert des représentations au Sahara occidental en soutien au Maroc
En 2024, 27 pays ouvrent un consulat général à Laâyoune ou à Dakhla, marquant ainsi leur reconnaissance de l'autorité du Maroc au Sahara occidental. On note,, :
- Bahreïn
- Burkina Faso
- Burundi
- Cap-Vert
- République centrafricaine
- Comores
- République démocratique du Congo
- Côte d'Ivoire
- Djibouti
- Émirats arabes unis
- Eswatini
- Gabon
- Gambie
- Guinée
- Guinée-Bissau
- Guinée équatoriale
- Haïti
- Liberia
- Malawi
- Sao Tomé-et-Principe
- Sénégal
- Sierra Leone
- Suriname
- Tchad
- Togo
- Zambie

### Organisations internationales reconnaissant le Sahara occidental comme partie intégrante du Maroc
- : La Ligue arabe adopte la carte intégrant le Sahara occidental comme partie intégrante du Maroc[128].
- : Le Conseil de coopération du Golfe a, à plusieurs occasions, exprimé son soutien à la position marocaine[129],[130].
- Organisation des États de la Caraïbe orientale a décidé d'ouvrir une représentation diplomatique à Dakhla actant son soutien à la position marocaine[131]